# Сборная Нидерландов по мини-футболу
Национальная сборная Нидерландов по мини-футболу представляет Нидерланды на международных соревнованиях по мини-футболу. Нидерланды оказали большое влияние на развитие европейского и мирового мини-футбола, первыми проведя свой национальный чемпионат в 1968 году, а также приняв первый чемпионат мира в 1989 году. Второе место на этом чемпионате стало главным достижением голландской сборной в своей истории. А на чемпионатах Европы лучший результат она показала в 1999 году, заняв четвертое место.

## Турнирные достижения

### Чемпионат мира по мини-футболу
- 1989 — 2-е место
- 1992 — 2-й раунд
- 1996 — 2-й раунд
- 2000 — 2-й раунд
- 2004 — 2021 — не квалифицировалась
- 2024 — 1/8 финала

### Чемпионат Европы по мини-футболу
- 1996 — 1-й раунд
- 1999 — 4-е место
- 2001 — 1-й раунд
- 2003 — не квалифицировалась
- 2005 — 1-й раунд
- 2007 — не квалифицировалась
- 2010 — не квалифицировалась
- 2012 — не квалифицировалась
- 2014 — 1-й раунд
- 2016 — не квалифицировалась
- 2018 — не квалифицировалась
- 2022 — 1-й раунд
- 2026 — не квалифицировалась